# Limbo (sèrie de televisió)
Limbo (subtitulada hasta que lo decida) és una sèrie de televisió web dramàtica argentina original de Star+. La trama segueix la història de tres germans que han de posar-se al capdavant de l'empresa que els va deixar el seu difunt pare, començant així una lluita de poder. És protagonitzada per Clara Lago, Mike Amigorena, Esteban Pérez, Geena Love, Andrés Gil, Enrique Piñeyro, Michel Noher i Andrea Frigerio. La sèrie es va estrenar el 28 de setembre de 2022.
La sèrie, abans de la seva estrena oficial, es va projectar i va competir en la selecció oficial del Festival International de Sèries de Canes duta a terme el 9 d'octubre de 2021 a França. A partir de la seva participació en el festival, Disney va renovar la sèrie per a una segona temporada.

## Sinopsi
Després de la mort del seu pare, tres germans (Clara Lago, Mike Amigorena i Esteban Pérez) hauran d'administrar l'empresa de cosmetologia que els va deixar i hauran de treballar junts per a mantenir l'imperi i el llegat que va construir el seu difunt progenitor, però també hauran d'enfrontar-se a les ambicions de cadascun, per la qual cosa, posaran a prova la seva relació com a germans enfrontant-se a una lluita de poder per l'empresa.

## Elenc

### Principal
- Clara Lago com Sofía "Sou" Castelló, filla menor de Francisco i responsable de l’empresa Aiz.[10]
- Mike Amigorena com Ignacio Castelló, fill gran de Francisco i nou president de l’empresa Castelló.[10]
- Esteban Pérez com Andrés Castelló, segon fill de Francisco i empresari.[10]
- Rebeca Roldán com Estefanía Thierreux, millor amiga de Sofía.[10]
- Geena Love com Perla, amiga trans de Sofía.[10]
- Andrés Gil com Marcos, millor amigo sord de Sofía i model.[10]
- Enrique Piñeyro com Francisco Castelló, empresari milionari i pare difunt de Sofía, Ignacio i Andrés.[10]
- Michel Noher com Martín, interès romàntic de Sofía i professor a la Fundació Castelló per nens sords.[10]
- Andrea Frigerio com Lucrecia Aiz, antiga amant de Francisco i ama de la petita empresa que ell va comprar.[10]

### Secundari
- Carola Reyna como Helena, mare difunta de Sofía, Ignacio i Andrés.
- Claudio da Passano com Antonio García, soci de confiança de Francisco.
- Olivia Viggiano com Soledad, arquitecta i esposa d’Andrés.[10]
- Azul Dattas com Sofía, als 12 anys.
  - Dulce Wagner com Sofía, als 8 anys.
- Alan Madanes com Francisco, adolescent.
- Juan Cottet com Andrés, adolescent.
- José Emanuel Espeche com Manuel, xofer de Sofía.
- Lina De Simone com Estela, minyona de la família Castelló.

### Participacions
- Alexia Moyano com Delfina, esposa d’Ignacio.
- Teresa Calandra com Esmeralda Hamilton, amiga de Francisco.
- Teo Gutiérrez com Segundo Castelló, primer fill d’Ignacio i Delfina.
- Valentín Salaverry com Cruz Castelló, segon fill d'Ignacio i Delfina.
- Briano Merlo com Benjamín Castelló, tercer fill d'Ignacio i Delfina.
- Aldo Pastur com Eduardo Santos, periodista enemic de la família Castelló.
- Leticia Brédice com Mercedes "Mecha" Bustos, model acomiadada de Castelló.
- Martín Stark com Esteban.
- Chloé Bello com Edna Zulk, nova model russa de Castelló.
- Carmen Maura com Alicia Castelló, mare de Francisco.
- Pepe Cibrián Campoy com Henry Deman, empresari i amic de Lucrecia.
- Abril Motta com Sofía, als 16 anys.
- Paloma Domínguez como Estefanía, als 16 anys.
- Leonor Manso com Sara, jardinera de la família Castelló.
- Melania Lenoir com Ania, arquitecta contractada per Sofía.
- Belén Blanco com Laura, política i assessora de Sofía.
- Léo Kildare Louback com Pedro Costa, accionista de l’empresa Castelló.

## Episodis
| Núm. | Títol          | Direcció                           | Guió | Data d'emissió original |
| ---- | -------------- | ---------------------------------- | --- | ----------------------- |
| 1    | «Volver»       | Agustina Macri y Fabiana Tiscornia | Margarita García Robayo, Ana Navajas, Nicolás Diodovich, Mariano Cohn, Javier van de Couter i Gastón Duprat | 28 de setembre de 2022  |
| 2    | «Closing»      | Agustina Macri i Fabiana Tiscornia | Javier van de Couter i Martín Vatenberg                                                                     | 28 de setembre de 2022  |
| 3    | «Aiz»          | Agustina Macri i Fabiana Tiscornia | Javier van de Couter i Martín Vatenberg                                                                     | 28 de setembre de 2022  |
| 4    | «Sou sou»      | Agustina Macri i Fabiana Tiscornia | Javier van de Couter i Martín Vatenberg                                                                     | 28 de setembre de 2022  |
| 5    | «Madrid»       | Agustina Macri i Fabiana Tiscornia | Javier van de Couter i Martín Vatenberg                                                                     | 28 de setembre de 2022  |
| 6    | «Resurrección» | Agustina Macri i Fabiana Tiscornia | Javier van de Couter i Martín Vatenberg                                                                     | 28 de setembre de 2022  |
| 7    | «Comunidad»    | Agustina Macri i Fabiana Tiscornia | Javier van de Couter i Martín Vatenberg                                                                     | 28 de setembre de 2022  |
| 8    | «Identidad»    | Agustina Macri i Fabiana Tiscornia | Javier van de Couter i Martín Vatenberg                                                                     | 28 de setembre de 2022  |
| 9    | «Billonaria»   | Agustina Macri i Fabiana Tiscornia | Javier van de Couter i Martín Vatenberg                                                                     | 28 de setembre de 2022  |
| 10   | «Después»      | Agustina Macri i Fabiana Tiscornia | Javier van de Couter i Martín Vatenberg                                                                     | 28 de setembre de 2022  |

## Desenvolupament

### Producció
A la fi d'octubre del 2020, es va anunciar que Pampa Films i Gloriamundi Producciones serien les encarregades de produir una sèrie denominada Limbo que tractaria sobre tres germans que entren en conflicte després d'haver heretat el comandament de l'empresa familiar i que la mateixa s'estrenaria en la plataforma de Disney + per a tota Llatinoamèrica.A més, es va informar que Javier Van de Couter era l'encarregat de crear el guió per a la sèrie, mentre que Mariano Cohn i Gastón Duprat serien els responsables de delinear als personatges, com així també de dirigir els episodis i encarregar-se de l'àrea de producció. Al desembre d'aquest any, Amigorena va revelar en una entrevista que la sèrie constaria de 10 episodis. Al març del mateix any, es va confirmar que la sèrie es veuria pel catàleg de Star+, una plataforma germana de Disney, el contingut de la qual està dirigit per a la població adulta.

### Rodatge
El 24 de novembre de 2020, es va informar que havien començat els enregistraments de la sèrie a la província de Buenos Aires. A fins de març de 2021, es va comunicar que els enregistraments havien conclòs amb les seves últimes escenes a Madrid, Espanya.

### Càsting
Al setembre de 2020, es va revelar que Mike Amigorena seria un dels protagonistes de la ficció. A l'octubre del mateix any, es va confirmar que l'actriu espanyola Clara Lago s'havia unit a l'elenc com la protagonista i que també els acompanyaria Esteban Pérez. Al novembre del mateix any, es va anunciar que Mex Urtizberea i Andrés Gil serien part de l'elenc en papers de suport. Al desembre, es van sumar Andrea Frigerio i Enrique Piñeyro al repartiment de la sèrie i Claudio da Passano va declarar en una entrevista que realitzaria una participació especial en la ficció.

## Recepció

### Comentaris de la crítica
La sèrie va rebre crítiques mixtes per part dels experts, que van destacar la seva estètica visual, però van qüestionar el desenvolupament de la trama. Diego Lerer del lloc web Micropsia va destacar que els episodis estan «elegantment filmats i sòbriament actuats» a excepció d’Amigorena, la interpretació de la qual es va referir que està «a mig camí entre l'experimental i el directament incomprensible»; i va agregar que la sèrie és «una miqueta tediosa» i que «és poc el que té interessant per a dir». Per la seva part, Diego Batlle de la pàgina web Otros cines va esmentar que la trama fa recordar a la sèrie estatunidenca Succession (2018) de HBO i que el guió «està massa calculat, amb diàlegs una mica ampul·losos i un off recarregat, que li resta una mica de fluïdesa i encant a una posada cuidada i hiperestilitzada des del visual».

### Premis i nominacions
| Llista de premis i nominacions | Llista de premis i nominacions             | Llista de premis i nominacions      | Llista de premis i nominacions | Llista de premis i nominacions | Llista de premis i nominacions |
| Any                            | Organització                               | Categoria                           | Nominat/a(s)                   | Resultat                       | Ref(s)                         |
| ------------------------------ | ------------------------------------------ | ----------------------------------- | ------------------------------ | ------------------------------ | ------------------------------ |
| 2021                           | Festival International de Sèries de Cannes | Selecció oficial                    | Limbo                          | Nominat                        | [ 23 ]                         |
| 2022                           | Premis Cóndor de Plata                     | Millor Actriu Protagonista en Drama | Clara Lago                     | Nominat                        | [ 24 ]                         |